# Lijst van kippenrassen
Van de kip (Gallus gallus domesticus) bestaat er een groot aantal rassen. Daarnaast zijn er voor veel rassen verschillende kleurslagen.

## A

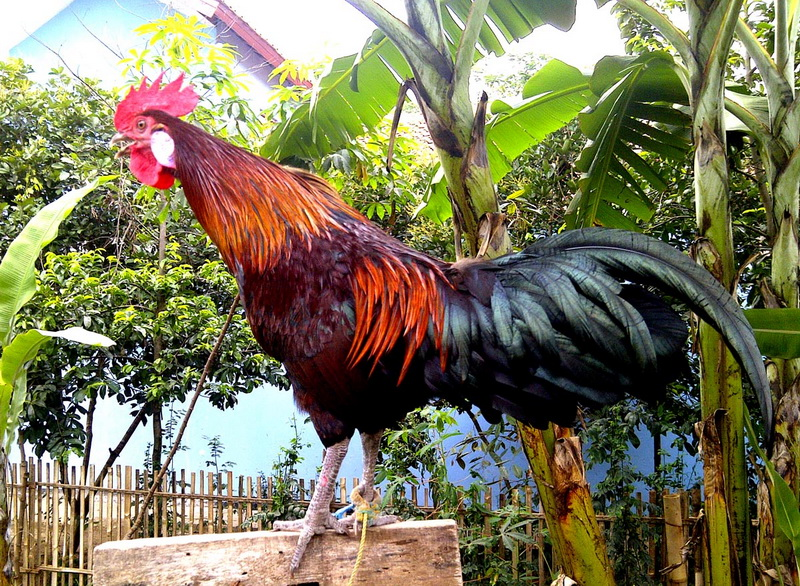
Ajam ketawa, een kip met een lachende kraai

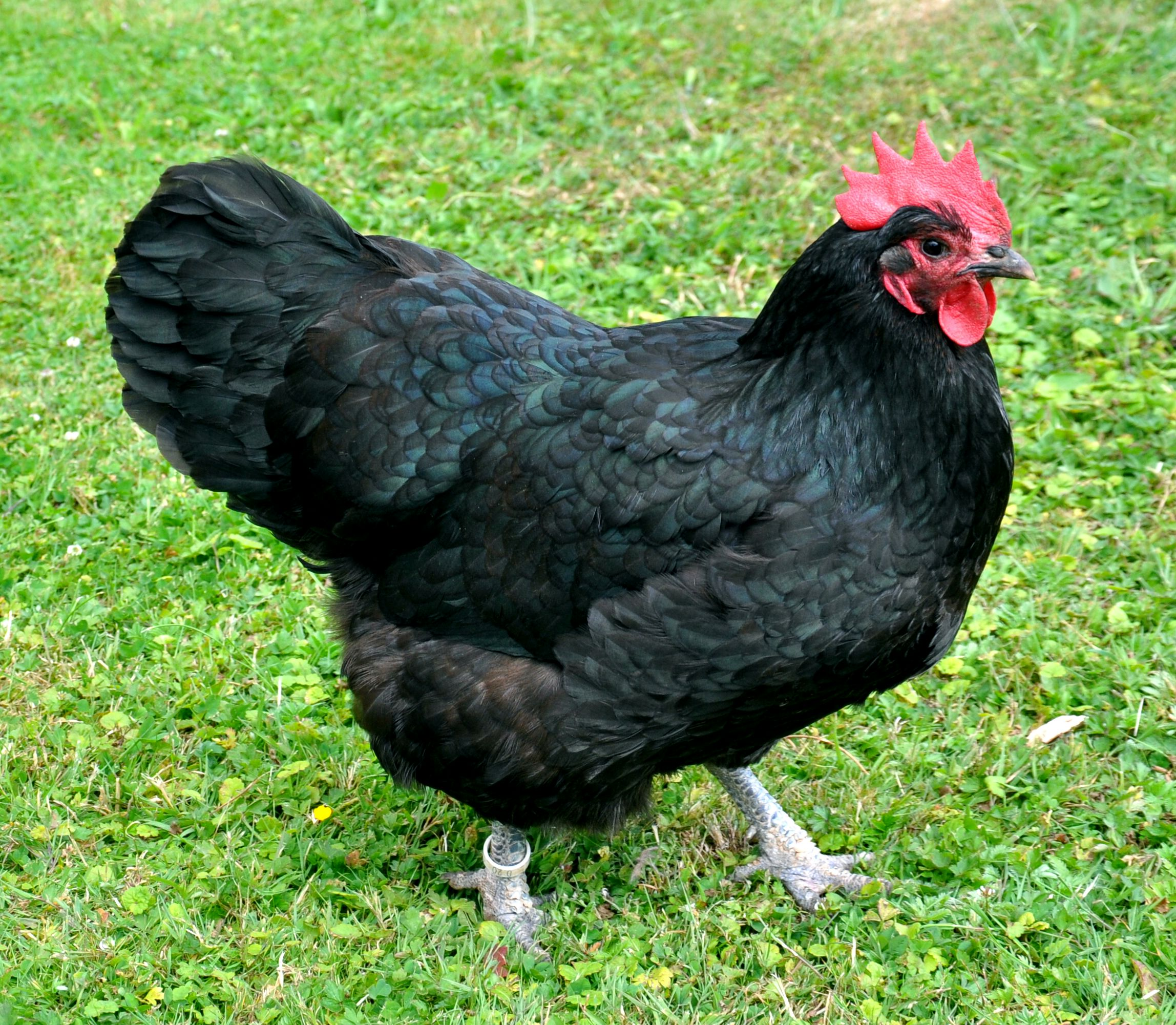
Australorphen

- Aarschots hoen
- Adler Silver
- Ajam kampong
- Ajam ketawa of Lachhoen
- Ajam pelong
- Altsteirer (kriel)
- Amerikaanse Leghorn
- Amrock
- Ancona
- Andalusiër (kriel)
- Annaberger krulveerhoen
- Antwerpse baardkriel
- Appenzeller baardhoen
- Appenzeller spitskuif
- Aquitaine
- Araucana
- Ardenner hoen
- Aseel
- Assendelfter
- Augsburger
- Australorp
- Ayam Cemani

## B

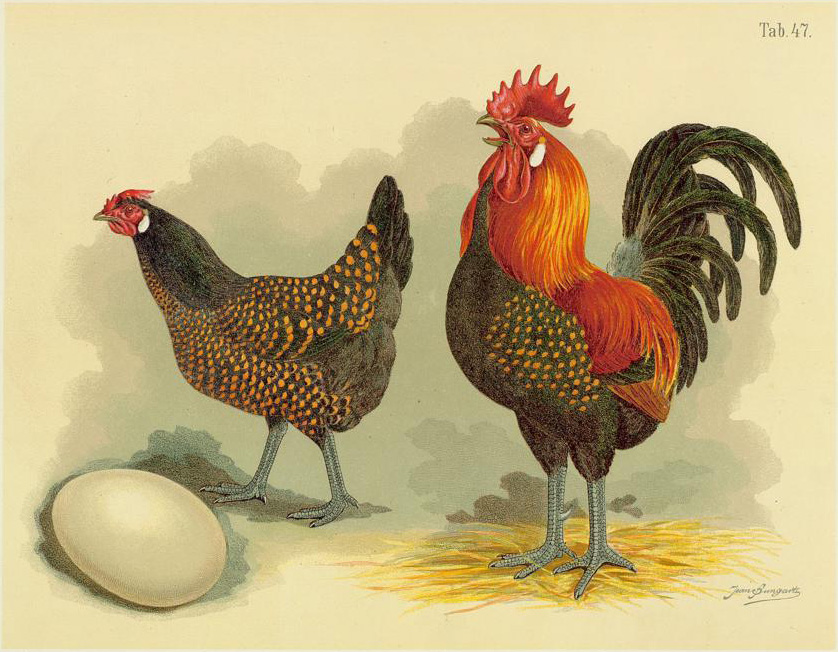
De Bergse kraaier, een eeuwenoud langkraairas op een afbeelding uit 1885

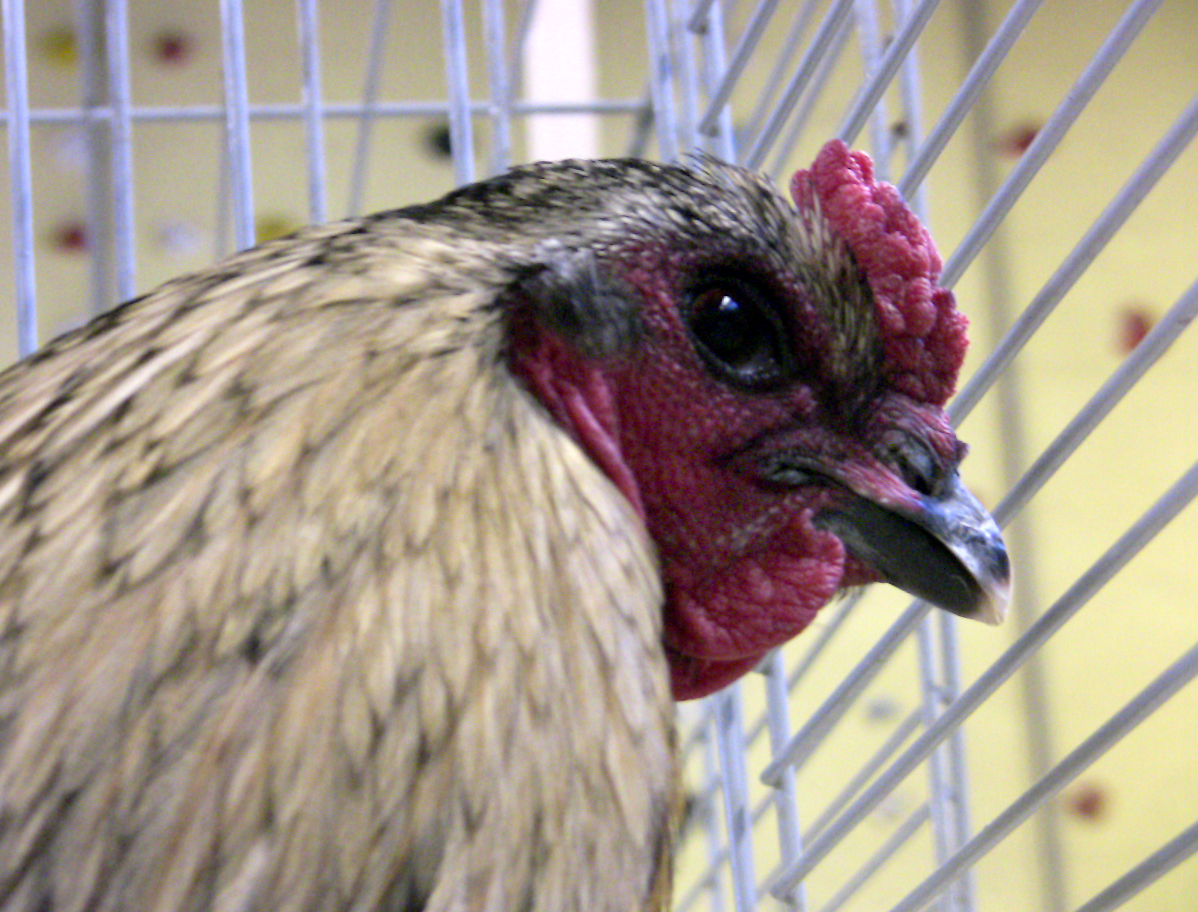
Kopstudie van een Brugse-vechterhaan

- Baardkuifhoen of Nederlands baardkuifhoen
- Barbezieux
- Barnevelder
- Bassette
- Belgische kriel
- Bergse hangkam
- Bergse kraaier
- Bielefelder (kriel)
- Bleu de landes
- Boschvelder
- Bosnische kraaier of Berat-kraaier
- Bosvoordse baardkriel
- Bourbonnaise
- Brabanter (kriel)
- Brabants boerenhoen of Brabançonne
- Brahma
- Brakel of Braekel
- Braziliaanse kraaier
- Bresse hoen of Poule de Bresse
- Brugse vechter
- Burma-kriel
- Buttercup

## C

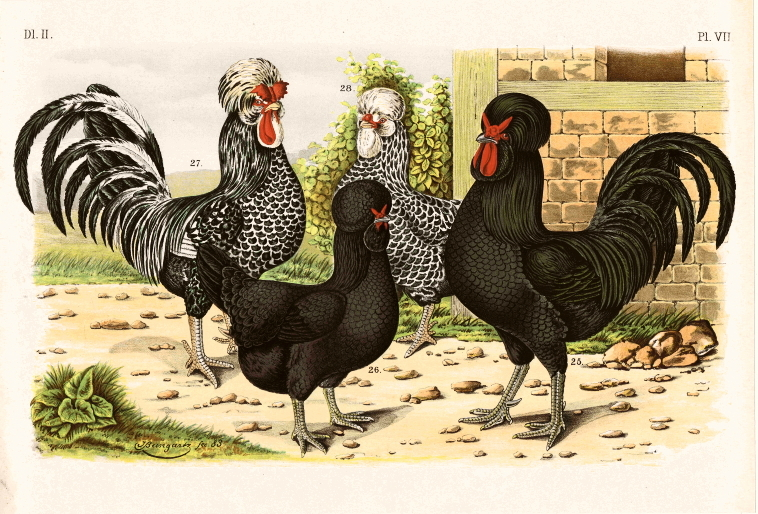
Crèvecœur in twee kleurslagen

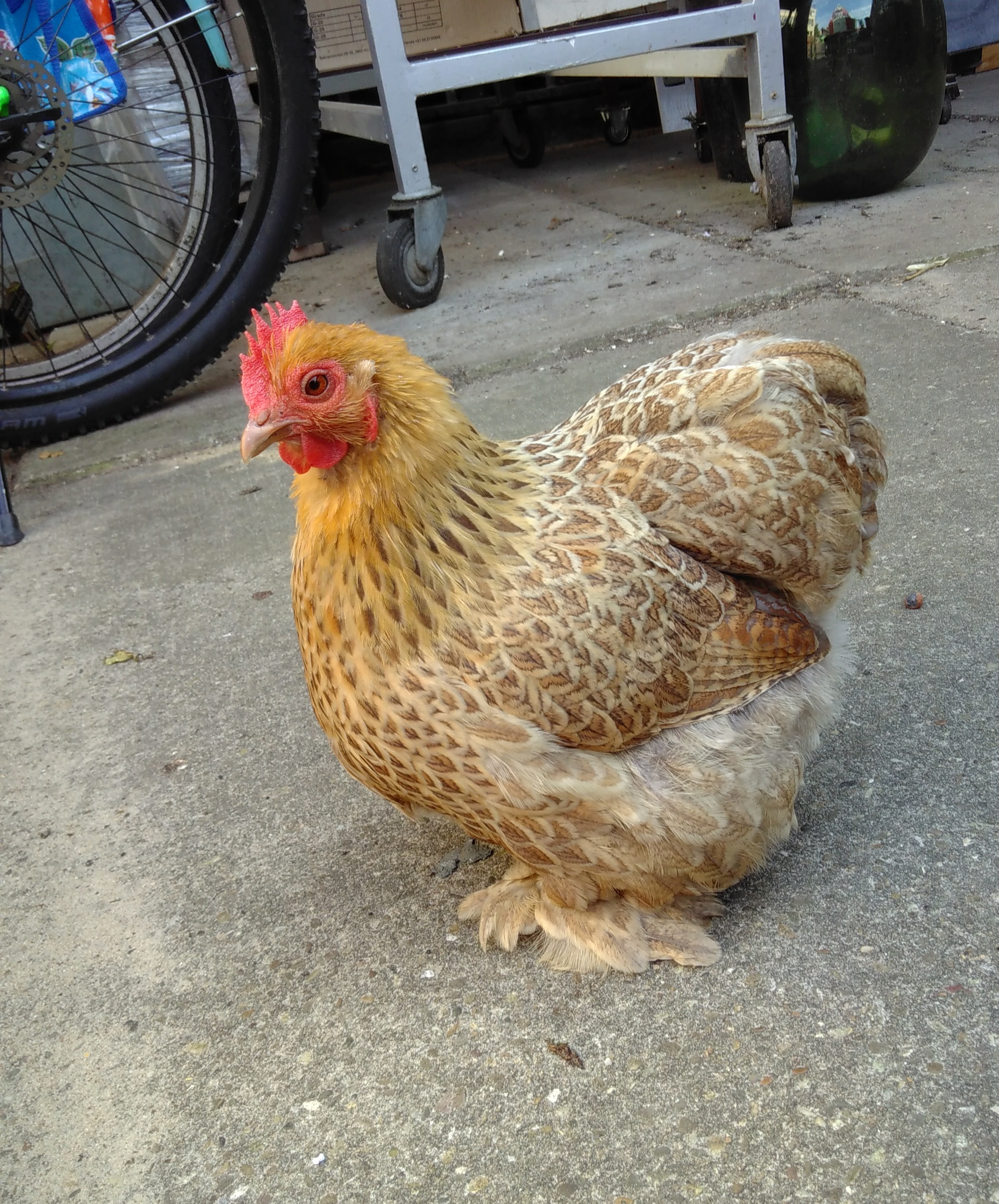
Cochin

- Campine
- Castiliaans hoen
- Catalaans hoen
- Caussade
- Chaams hoen
- Chabo
- Chantecler
- Charollaise
- Chu-Shamo
- Cochin
- Cochinkriel of Pekin Bantam
- Combattant du Nord
- Combattant du Palatinat
- Coucou de France
- Coucou de Rennes
- Courtes-Pattes
- Cream Legbar
- Crève-Coeur
- Croad Langshan
- Cubalaya

## D
- Dai-Shamo
- Deens landhoen
- Dekalb White
- Delaware
- Denizli-kraaier
- Dominikaner
- Dongxiang-hoen
- Doornikse kriel
- Dorking
- Drakenkip of Dong Tao
- Drents Hoen (groot & kriel)
- Drentse kruiper
- Dresdener
- Duitse koekoek
- Duitse kriel
- Duitse kruiper
- Duits rijkshoen

## E
- Eikenburger kriel
- Engelse Leghorn
- Everbergse baardkriel

## F
- Fajoemi
- Famennehoen
- Faverolles
- Frankisch landhoen
- Franse kruiper
- Fries Hoen (groot & kriel)
- Frizzle

## G

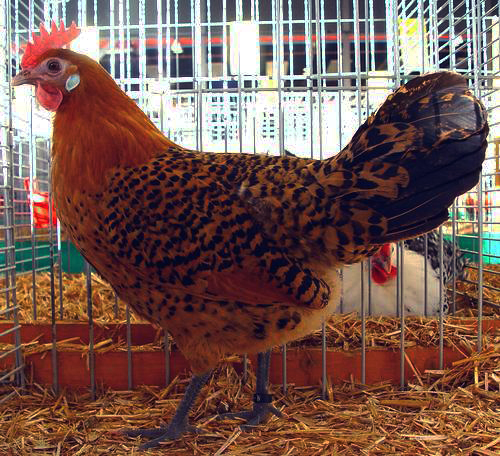
Groninger meeuw

- Ga Hmong
- Gallina de Mos
- Gâtinaise
- Gauloise
- Gele van Haspengouw
- Gele van Mehaigne
- Groninger meeuw
- Grubbe-baardkriel

## H
- Hagheweyder
- Hergnier
- Hervehoen of Mergellandhoen
- Hittfelder landhoen
- Hoen van Nederbrakel
- Hoen van de Zwalmvallei
- Hollands hoen
- Hollandse kriel
- Hollands kuifhoen
- Houdan
- Hubbard

## I
- IJslands hoen
- Índio gigante

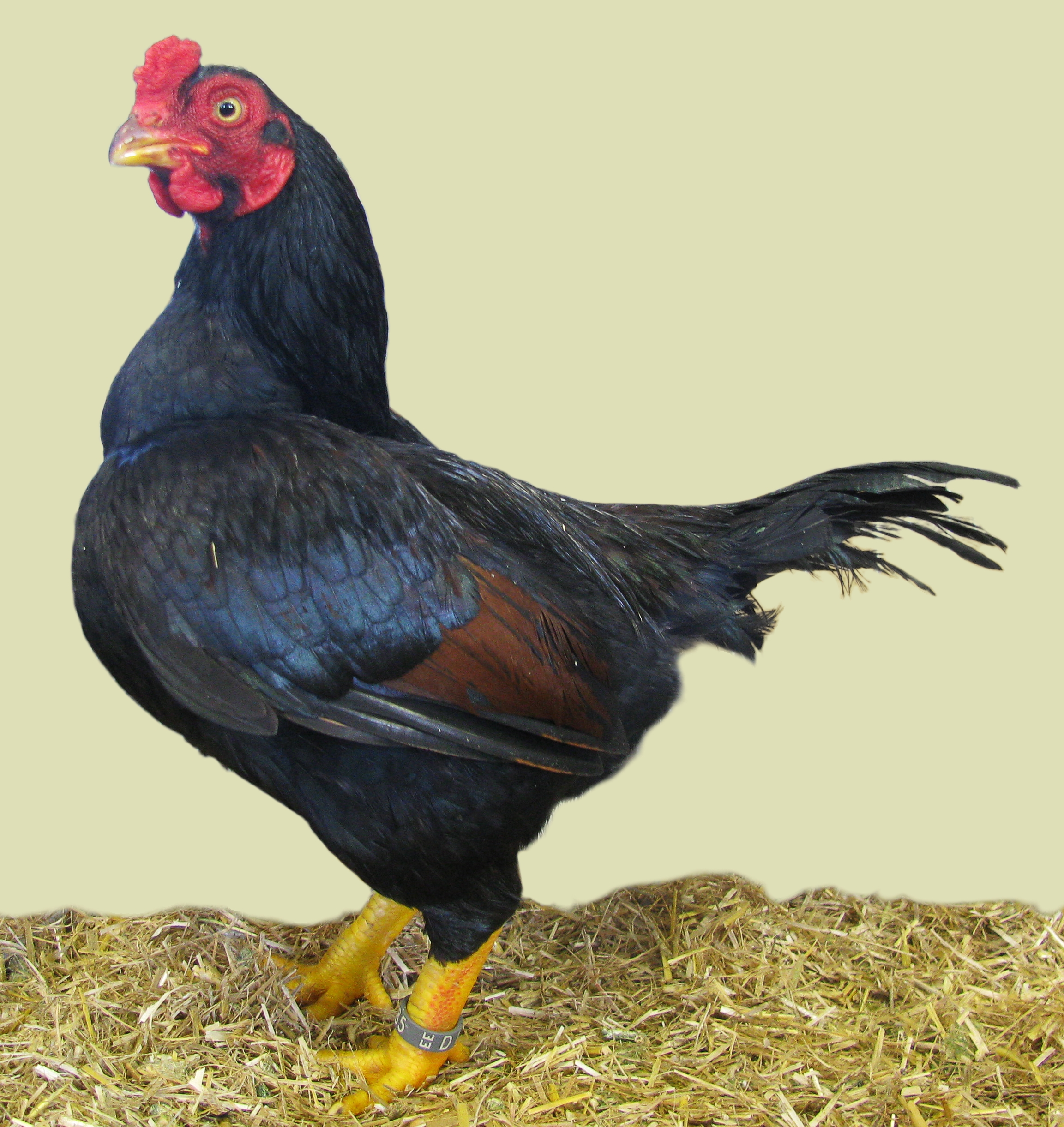
Indische vechtkriel

- Indisch vechthoen of Cornish chicken
- Indische vechtkriel
- Izegemse koekoek

## J
- Jaerhoen
- Java
- Java kriel
- Jersey Giant
- Jitokko
- Joerlov-kraaier

## K
- Kempisch hoen
- Ko-Shamo
- Koeyoshi
- Koningsberger
- Kortrijks hoen
- Kosovaarse kraaier of Drenica-kraaier
- Kraaikop (kriel)
- Kurokashiwa

## L

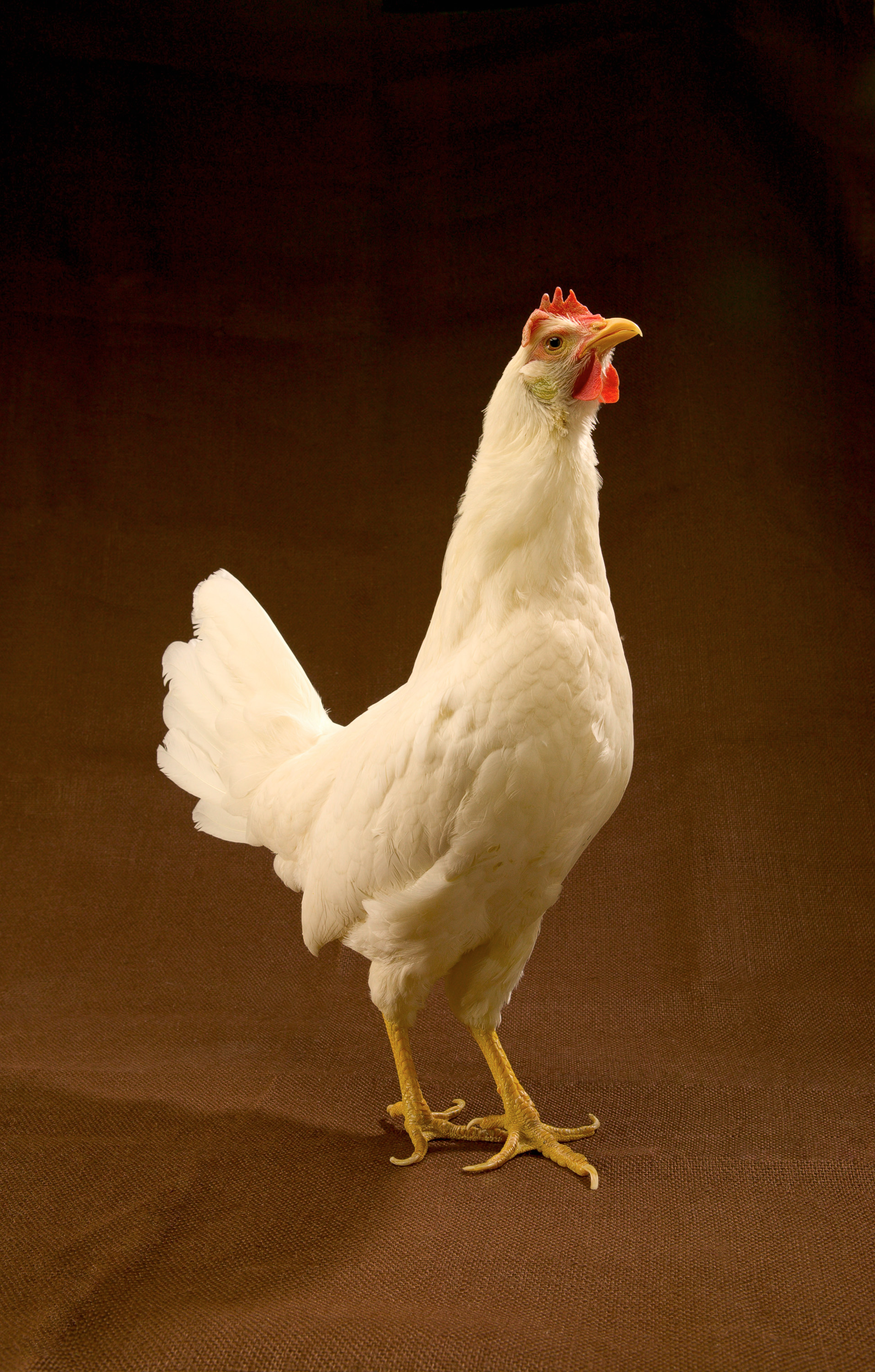
Leghorn

- La Flèche-hoen
- Lachhoen of Ajam ketawa
- Lakenvelder
- Langshan
- Leghorn (kriel)
- Lohmann brown
- Luikse vechter
- Lushi hoen
- Luttehøns

## M
- Maleier
- Marans
- Matabele
- Max M
- Mechelse kalkoenkop
- Mechelse koekoek of Mechels hoen
- Meierij's hoen
- Mergelland hoen of Hervehoen
- Merleraut
- Minohiki
- Minorca
- Modern Engels vechthoen
- Modern Engels vechtkriel

## N
- Naakthals
- Naakthoen
- Nagasaki
- Nankin-Shamo
- Nederlands baardkuifhoen (kriel)
- Nederlandse sabelpootkriel
- Nederlandse uilebaard of Uilebaard
- Nederrijns hoen
- New Hampshire
- Noord-Hollands hoen of Noord-Hollandse blauwe

## O

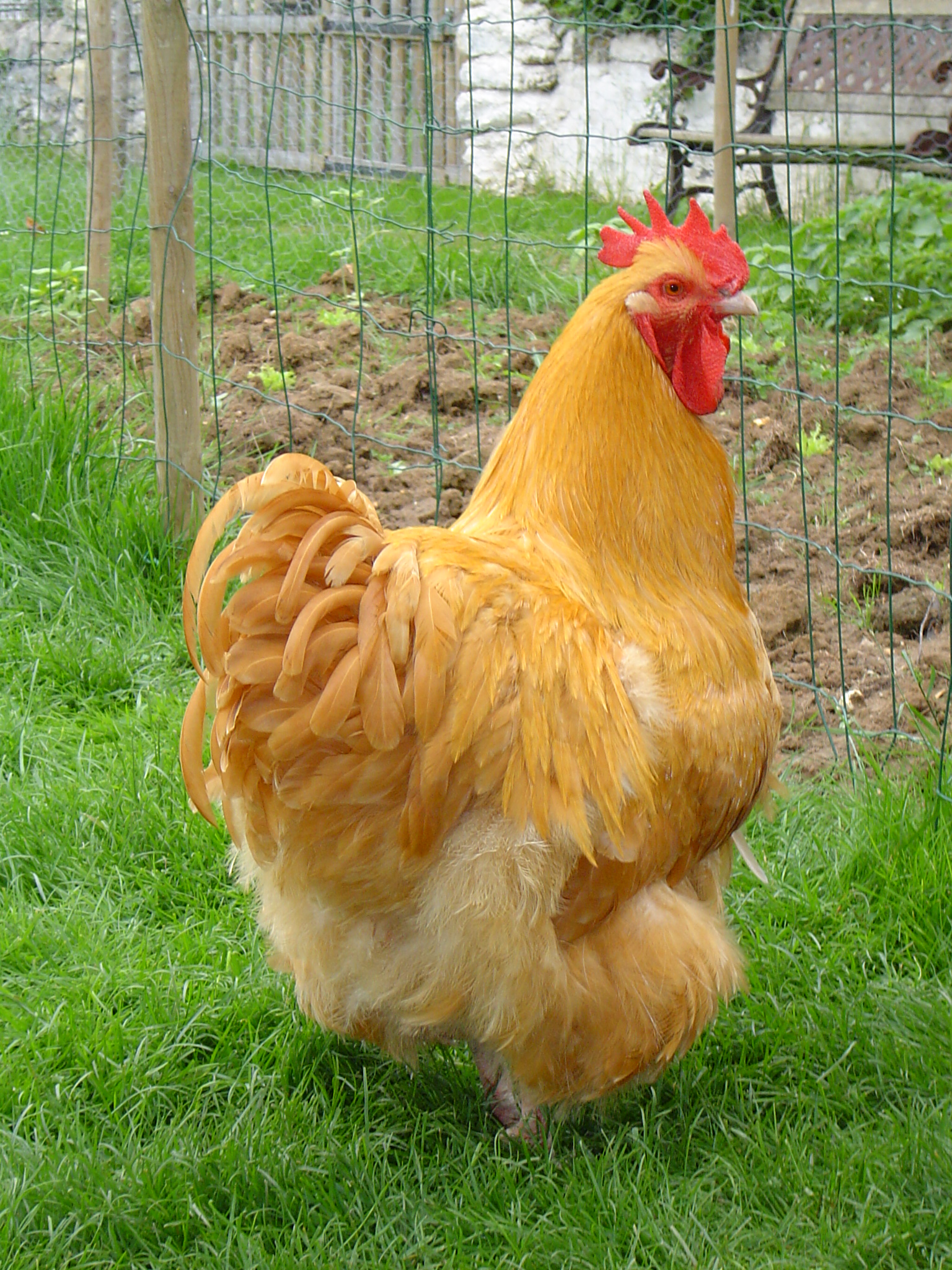
Orpington

- Ohiki of Minohiki-chabo
- Olive egger
- Onagadori
- Oost-Friese meeuw (kriel)
- Oravka hoen
- Orloff
- Orpington
- O-Shamo
- Oud-Engels fazanthoen
- Oud-Engelse kriel
- Oud-Engels vechthoen
- Ovambo

## P

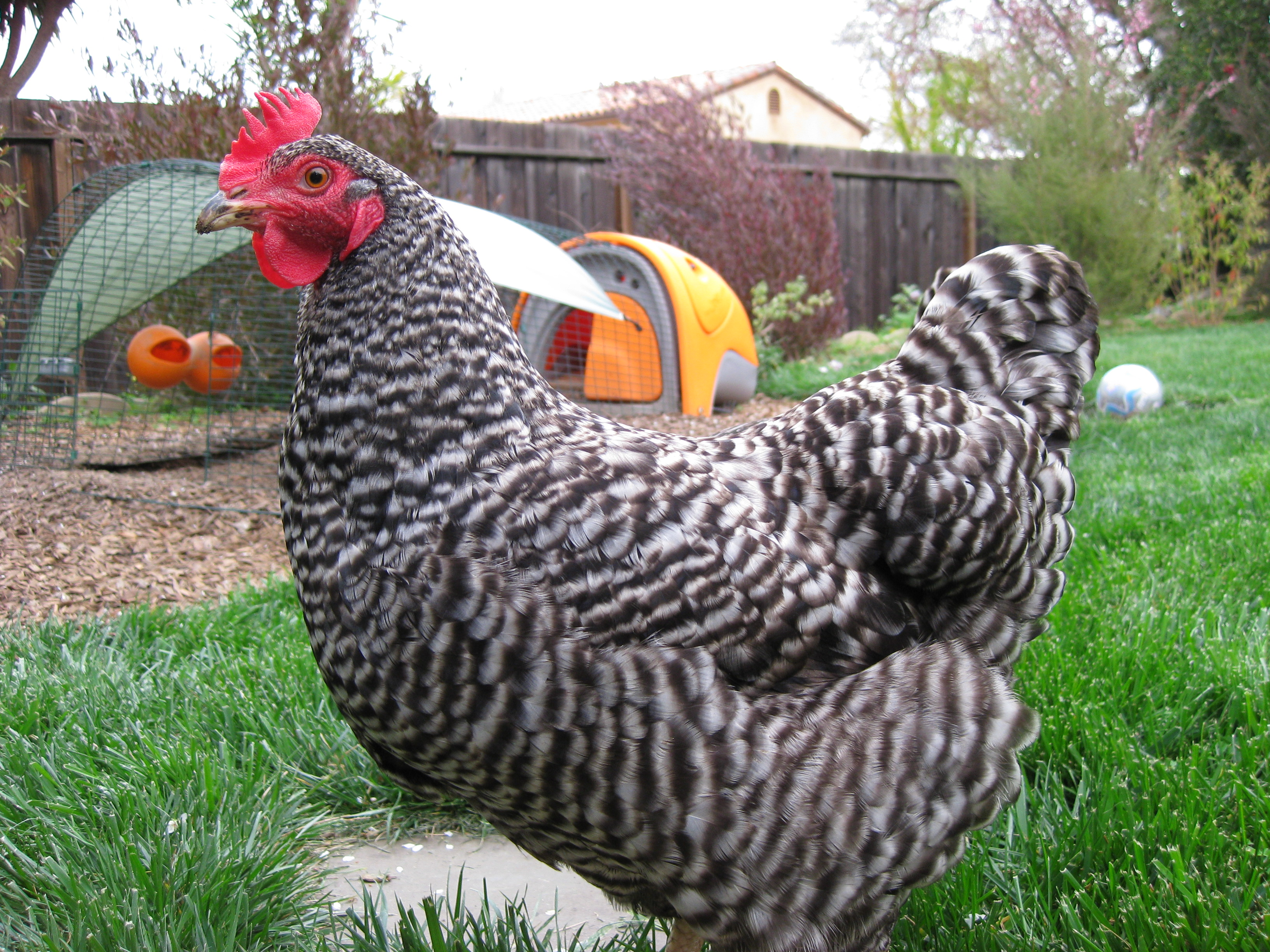
Plymouth rock

- Padua of Polverara
- Pavlovhoen of Pawlowskaia
- Phoenixhoen
- Plymouth Rock
- Poltava
- Pools groenbeenhoen
- Posavisch kuifhoen
- Potchefstroomse koekoek
- Poule de Bresse of Bresse hoen

## R
- Ramelsloher
- Redcap
- Rhode Island
- Rijnlander
- Rosecomb bantam

## S

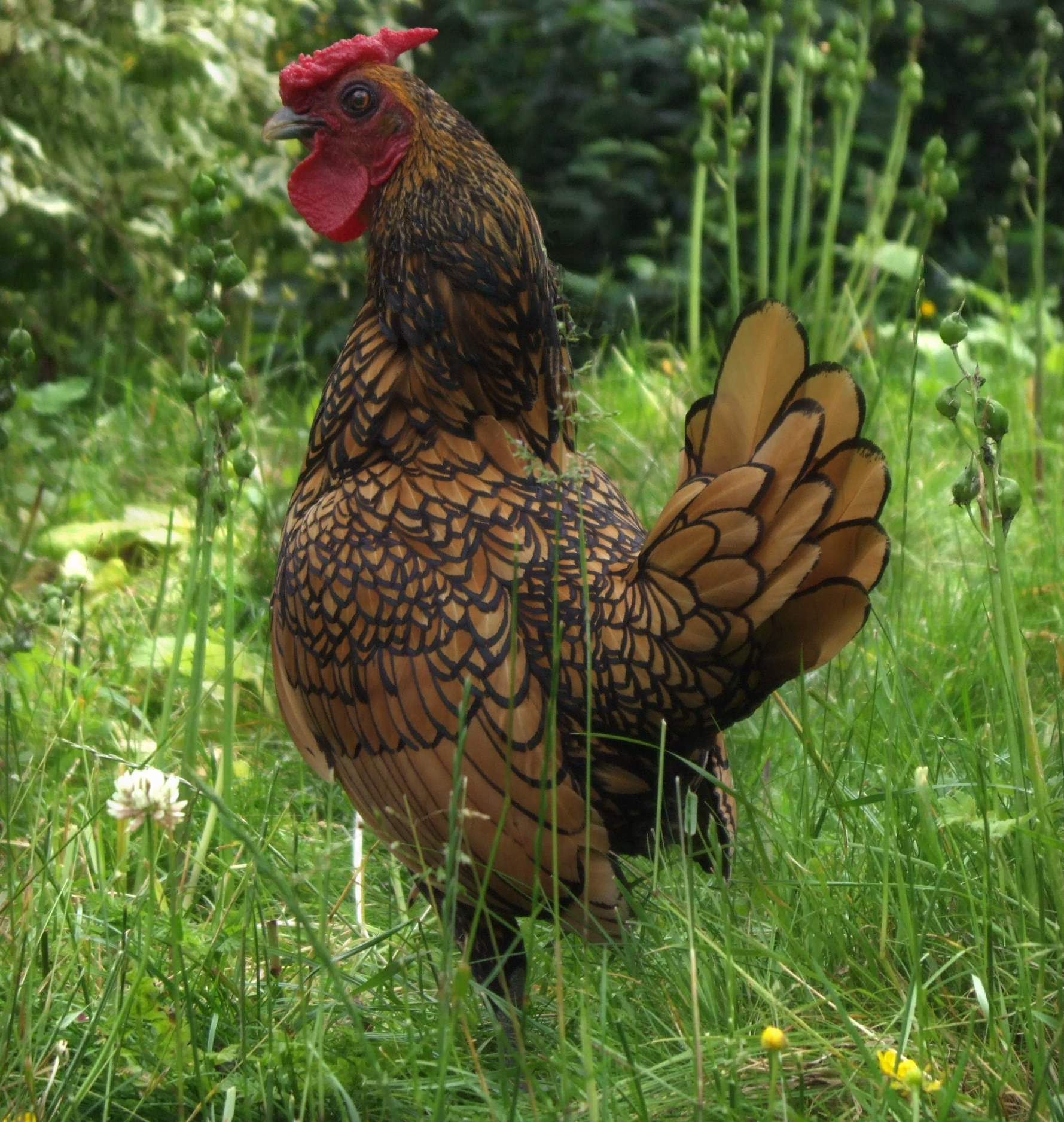
Sebright

- Sabelpoot of Nederlandse sabelpootkriel
- Saipanhoen
- Sandjak-kraaier
- Satsumadori
- Schotse kriel
- Schotse kruiper of Scots dumpy
- Schijndelaar
- Sebright
- Serama
- Serrana de Teruel
- Shanghai
- Shoukoku
- Siciliaans bekerkamhoen
- Silverudd Blue
- Sjoemen
- Soendanees vechthoen
- Spaanse witwang
- Sulmtaler
- Sultanhoen
- Sumatra kriel
- Sumatrahoen
- Šumava
- Sundheimer
- Sussex

## T
- Thessalische kruiper
- Thüringer baardhoen
- Tiense vechter (kriel)
- Tomaru
- Totenko
- Tsjechisch hoen
- Tuzo of Seki-Tuzo
- Twents hoen

## U

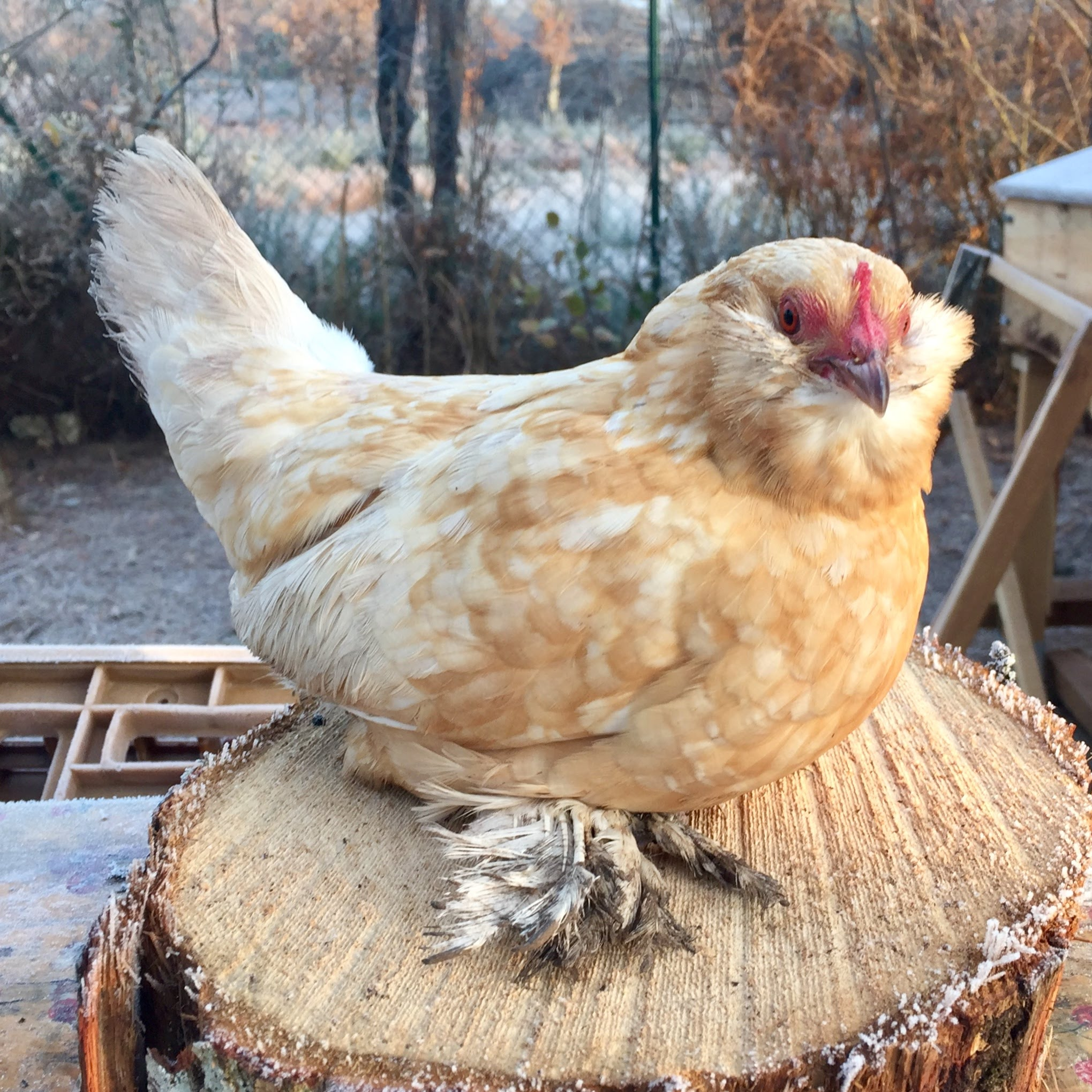
Ukkelse baardkriel (Barbue d'Uccle)

- Uilebaard of Nederlandse Uilebaard
- Ukkelse baardkriel

## V
- Venda
- Vlaamse koekoek of Vlaanderse koekoek
- Vorwerk (kriel)
- Vredelinger

## W

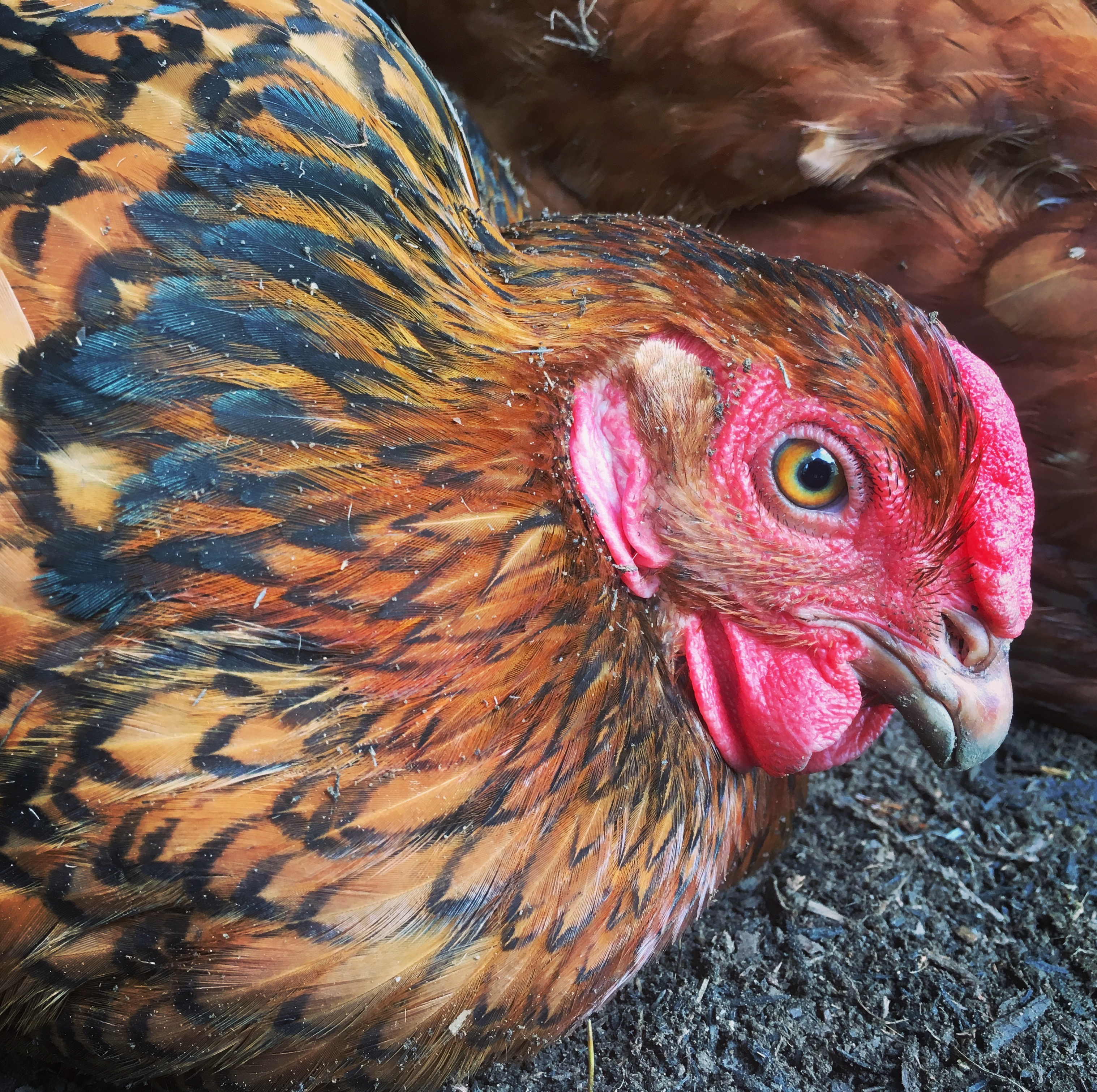
Wyandotte

- Waasse kriel
- Watermaalse baardkriel
- Welsumer
- Westfaalse doodlegger
- Wyandotte

## Y
- Yakido
- Yamato Gunkei
- Yokohama

## X
- Xingyi-kriel

## Z
- Zhuxiang hoen
- Zijdehoen of Wugu-ji
- Zingems leghoen
- Zingems vleeshoen (uitgestorven)
- Zottegems hoen
- Zsippohoen
- Zweeds zwart hoen
- Zweedse bloemenkip

## Indeling van de kippenrassen
Er zijn veel kippenrassen. Deze rassen zijn onder te verdelen in twee grote klassen: grote rassen en kleine rassen of krielkippen (ook: dwerghoenders). In beide categorieën kunnen we deze onderscheidingen maken:
- Vleesrassen, zoals:
  - Faverolles
  - Faverolleskriel
  - Dorkings
  - Mechelse koekoek
  - Houdan
  - Houdankriel
- Sierrassen, zoals:
  - Yokohama
  - Phoenix
  - Javakriel
  - Zijdehoen
  - Zijdehoenkriel
  - chabo's
  - Cochinkriel
  - Nederlandse sabelpootkriel
  - Antwerpse baardkriel
  - Langkraairassen
- Legrassen, zoals:
  - Ancona
  - Lakenvelder
  - Leghorn
- Vechthoenderrassen, zoals:
  - Shamo
  - Maleier
  - Brugse vechter
- Rassen met meerdere functies, zoals:
  - Bielefelder
  - Bielefelderkriel
  - Amrock
  - Plymouth Rock
  - Amrockkriel